# Сельское поселение «Деревня Дегонка»
Сельское поселение «Деревня Дегонка»— упразднённое в 2013 году муниципальное образование в составе Барятинского района Калужской области России.
Центр — деревня Дегонка.
В 2013 году сельские поселения «Деревня Бахмутово», «Деревня Дегонка» и «Деревня Цветовка» — объединены во вновь образованное сельское поселение «Деревня Бахмутово».

## Население
| 2010 | 2012 | 2013 |
| ---- | ---- | ---- |
| 178  | ↘168 | ↘162 |

## Состав
В поселение входят 9 населённых мест:
- деревня Дегонка
- деревня Борец
- станция Борец
- деревня Быково
- деревня Казакеевка
- деревня Новоселки
- деревня Приют
- деревня Старое Шопотово
- деревня Харинка